# Assahifa Al Ousbouia
Assahifa Al Ousbouia (àrab: الصحيفة الأسبوعية, aṣ-Ṣaḥīfa al-Usbūʿiyya, ‘el Diari Setmanal’) és un setmanari en àrab del Marroc.

## Història i perfil
Assahifa Al Ousbouia va ser fundat el 1998. És la publicació germana de Le Journal Hebdomadaire, noticiari setmanal actualment clausurat. Ambdós foren creats per Aboubakr Jamaï finals de la dècada de 1990 sota els noms de Le Journal i Assahifa, respectivament.
El 2000 el govern marroquí va clausurar ambdues publicacions. Posteriorment van tornar a editar-se amb els noms actuals.